# Váci György
Váci György (Kiskunhalas, 1919. december 7. – Vác, 1995. február 18.) magyar könyvkötőművész.

## Élete
Eredeti neve Czibolya György, 1957-től Váci György. Apja Czibolya György dohánykertész volt, anyja Dudás Julianna.
Az első könyvét óvodás korában kapta meg. Annyira féltette, hogy mindig szebbnél szebb papírosba csomagolta. Mivel a szülők látták, hogy megbecsüli a könyvet, nem tépi szét, így minden alkalomra könyvet kapott, mert ezzel szerezték neki a legnagyobb örömet.
Iskolás korában megtakarított pénzén filléres áron szórakoztató könyveket vásárolt, amiket az osztálytársainak is kölcsönadott. Volt köztük olyanok, amiket a tanárok elkoboztak, mert volt aki az óra alatt olvasta a pad alatt. 
1935-ben, 15 évesen Vácra ment, az akkor már országos hírnévnek örvendő Kapisztrán Nyomdába, amely a magyar ferences rend tulajdonában volt. Több, mint ötven esztendeig élt Vácott. Nagyon szerette ezt a várost, amit mi sem bizonyít jobban, minthogy felvette a Váci vezetéknevet. Szerzetesi fogadalmat tett. Gyerekkorában kitanulta a könyvkötészet alapjait Kiskunhalason a helybéli könyvkötő mestertől. Vácon a könyvkötészeti tudását a nyomdában értékesítette.
Ifjú szerzetes korában állandó kapcsolatot tartott az ifjúsággal. A rend ifjúsági könyvtárából válogatott számukra olvasnivalót. 
A szervezett nyomdászok nem szerették a Kapisztrán nyomdát, mert nem tudtak versenyezni olcsó áraival. Ugyanakkor egyre többen keresték fel megrendelésekkel. A nyomda művészeti tekintetben meg sem közelítette nagy elődeit, de azért tisztességes színvonalra törekedett. 
A második világháború után egészségügyi dolgozóként három évig Bajorországban volt fogságban, majd 1947-ben tért haza. 
1950-ben államosították a Kapisztrán Nyomdát. Felszerelését elvitték. Majd Pest megyei Nyomda Vállalat néven működött. Váci György 1956 után lett önállóvá.

## Munkássága
Nem jut nemes anyagokhoz: kitűnő minőségű bőrhöz, márványozott borító- és előzéklaphoz, megfelelő minőségű aranyhoz. Kénytelen megelégedni bőrutánzattal, aztán újszerű anyagokkal, amelyek természetét nem ismerte mert nem használták évtizedek óta. Az adott körülmények között hagyományos elemekből, díszekből formált káprázatos kötéseket, minikönyvektől az óriás méretűekig. Ne akadt olyan kortárs grafikusra, aki korszerű díszeket tervezett volna neki kötés céljára, ezért hagyományos díszítőelemekkel dolgozott. Vegyítette a betűtípusokat. Nem szerzett be szép antikva betűtípusokból annyit, hogy négy-öt sornyi könyvcímet egy-egy típusból, és annak fokozataiból tudott volna szedni. 
Készített kötéseket az Elnöki Tanácsnak, a Minisztertanácsnak, a magyar ENSZ Bizottságnak, az Országház Hivatalának, a kormány titkárságának, a Tájékoztatási Hivatalnak, a Magyar Távirati Tanácsnak, a Magyar Tudományos Akadémiának, az Országos Ügyvédi Tanácsnak, a különböző minisztériumoknak, követségeknek, követeknek, Erzsébet angol királynőnek. Munkáit megismerték Angliában, Olaszországban, Japánban, Kínában, Finnországban, Afrikában és az Amerikai Egyesült Államokban is.
Hiába hívták Rómába, nem ment. Nem tudta elhagyni Vácot. Vác szerves része lett, könyvkötő műhelye révén, ami a ferences templomhoz kapcsolódó épületrészben működött, és azáltal is, hogy saját költségén hosszú évek során restauráltatta a ferences templomot.
Műveinek csak a töredéke maradt itthon, a váci városi gyűjtemény kivételével azok is magántulajdonban. A városnak ajándékozott kötési és könyvkötészeti szerszámainak egy része a Váci Művelődési Központban találhatóak. Díszkötésű könyveket Kiskunhalas múzeumának is ajándékozott. Sok munkája található a Vatikáni Apostoli Könyvtárban, mert a hazai püspökök, ha a Vatikánba mentek vele köttették díszes albumokba a váci templomokról készült fényképeket.
1976-ban indította útjára munkásságát bemutató kiállítását, amely 1990-ben már az ország több, mint háromszáz községében és városában szerepelt.
Legelső kiállítását szülei emlékére Kiskunhalason rendezte. Kiállításai általában két részből álltak: egy szakmatörténetiből, amely a saját gyűjtésű anyagából évszázadokra visszamenőleg mutatja be a szakma történetét, beleértve a munkaeszközöket, részben az anyagokat is, másrészt Váci György könyvkötő munkásságát, művészetét bemutató részből.
Célja egyrészt, hogy szakmatörténeti bemutatót tartson és ismereteket közvetítsen a ma közönségének, fiataloknak, felnőtteknek egyaránt. Ezért gyűjtötte a könyvkötéssel kapcsolatos régi eszközöket, szerszámokat, díszeket, ezért mutatta be a kötés folyamatait.
Másrészt, hogy könyvesztétikai élményben részesítse a közönséget. Ornamenseit, kötésdíszeit a kiállított kötéseken, üzleti- és emlékkönyvein mutatta be. Arannyal dolgozott, vaknyomást csak a fedél hátlapján alkalmazott.
Kulturális hivatást teljesít azzal, hogy díszkötésit, szerszámait, a könyvkötés anyagait, munkafolyamatait bemutatja. A közönséget megismerteti a könyvkötés olyan ágával, amelyet már alig ismernek. Ez a szembesítés azért is sikeres, mert a jelenben munkálkodó könyvkötőművész alkotásait látja beépülni a hagyományba, és a hagyományt a 20. század második felének könyvkötő művészetébe.
Restaurálással is foglalkozott. Restaurált corvinát, ősnyomtatványt, régi misekönyvet, bibliát, naptárt.
Munkásságáról a Magyar Televízió kísérőfilmet forgatott.